# All-Star Game LNB 1999
Le All-Star Game LNB 1999 est la 13e édition du All-Star Game LNB. Il s’est déroulé le 2 janvier 1999 au Stade Pierre-de-Coubertin de Paris. L’équipe des All-Stars étrangers a battu l’équipe des All-Stars Français (124-122). Keith Hill a été élu MVP du match. Le match est diffusé sur Eurosport.

## Joueurs

### All-Stars Français
| Position    | Joueur          | Équipe      |
| ----------- | --------------- | ----------- |
| Meneur      | Moustapha Sonko | ASVEL       |
| Arrière     | Alain Digbeu    | ASVEL       |
| Ailier      | Laurent Foirest | Pau-Orthez  |
| Ailier fort | Jim Bilba       | ASVEL       |
| Pivot       | Frédéric Weis   | Limoges CSP |

| Position | Joueur           | Équipe     |
| -------- | ---------------- | ---------- |
| Meneur   | Laurent Sciarra  | PSG Racing |
| Arrière  | Christophe Dumas | Besançon   |
| Ailier   | Georgy Adams     | ASVEL      |
| Pivot    | Crawford Palmer  | ASVEL      |
| Pivot    | Cyril Julian     | PSG Racing |

- Entraîneur : Jacques Monclar (Antibes) assisté de Christian Monschau (Châlons-en-Champagne)

### All-Stars Étrangers
| Position    | Joueur          | Équipe      |
| ----------- | --------------- | ----------- |
| Meneur      | Keith Jennings  | Le Mans     |
| Arrière     | Nenad Marković  | Limoges CSP |
| Ailier      | Jerome Robinson | Nancy       |
| Ailier fort | Josh Grant      | Le Mans     |
| Pivot       | Keith Hill      | Nancy       |

| Position    | Joueur         | Équipe                   |
| ----------- | -------------- | ------------------------ |
| Meneur      | Delaney Rudd   | ASVEL                    |
| Arrière     | Juan Aisa      | Élan béarnais Pau-Orthez |
| Ailier      | Ron Anderson   | Montpellier              |
| Ailier fort | Gary Alexander | Gravelines               |
| Pivot       | Darius Hall    | Besançon                 |

- Entraîneur : Philippe Hervé (Élan sportif chalonnais)

## Concours
Concours de tirs à 3 points :
- Jerome Robinson (Nancy) bat Keith Jennings (Le Mans) lors d'un barrage en finale 15 à 14, après une première manche où les deux joueurs étaient à égalité 17 à 17.

Lors du premier tour, Robinson inscrit 16 points et Jennings bat Nenad Marković (Limoges CSP) lors d'un barrage (2-1) alors que les deux joueurs étaient ex aequo (12-12). Hervé Dubuisson (Montpellier), avec 10 points, est éliminé.
Concours de dunks :
- Harold Doyal (Le Havre) bat Aaron Mitchell (Maurienne) en finale.